# Cecilia Sidenbladh
Cecilia Therese Margareta Sidenbladh, född Näsmark den 28 oktober 1947 i Stockholm, är en svensk dramatiker och författare.

## Uppväxt och utbildning
Sidenbladh växte upp i Stockholm. Hon avlade filosofie kandidatexamen vid Stockholms universitet 1970. Mellan 1983 och 1985 gick hon en dramatikerutbildning på deltid vid Dramatiska Institutet. Hon disputerade och blev filosofie doktor i litteraturvetenskap vid Uppsala universitet 1988 på avhandlingen Ty så roar mig att måla om 1800-talsförfattaren Carl Jonas Love Almqvist.

## Författarskap
Sidenbladh är i hög grad en berättare, antingen hon skriver romaner, barnböcker eller pjäser, och hennes berättelser utspelas oftast i historisk tid. Debutromanen Apotekare Brandts sista år handlar om kungagunstlingen Gustaf Mauritz Armfelt som anklagades för landsförräderi, den fristående fortsättningen Drömmarnas tid är förbi ställer Magdalena Rudenschöld i fokus. Det säregna skådespelarparet Ira Aldridge och Amanda von Brandt skildras i Amanda & Ira och i Saras mödrar målas ett triangeldrama upp från 1910- och 1920-talens Stockholm.
Almqvistfreak som hon är har Sidenbladh skrivit fyra pjäser om den mångfacetterade Love Almqvist. Kärlek är från 2016 skildrar Almqvists vänskap med Aftonbladskollegan Wendela Hebbe, Med smak av arsenik är ett drömspel om Almqvist i landsflykt i Philadelphia, och Skyldig/icke skyldig handlar om kriminalgåtan Almqvist – författaren anklagades för förfalskning, förskingring och giftmordsförsök. Sidenbladh har också 2008 givit ut en faktabok om rättegången, Rättegången mot Almqvist.
Ofta står kvinnor i centrum av Sidenbladhs pjäser. Debutpjäsen Häxorna på Söder tar upp häxprocesserna i Stockholm på 1670-talet. Djävulens advokat från 2003 handlar om den heliga Birgitta och hennes visioner, och pjäsen Isjungfrun från 2019, som går i dialog med Strindberg och hans Fröken Julie, handlar om författaren Victoria Benedictsson och hennes förhållande till kulturmannen Georg Brandes. I Midsommarafton på Snäckviken sätts fokus på Sveriges första kvinnliga yrkesjournalist Wendela Hebbe och hennes tre döttrar. Näktergalarna, skriven för operatrion Divine, är en dröm om de tre svenska 1800-talsstjärnorna Jenny Lind, Kristina Nilsson och Signe Hebbe.
I samarbete med tecknaren och konstnären Tord Nygren skriver Sidenbladh även historiska barnböcker. Niklas sotarpojken handlar om en sotarpojke i 1800-talets Stockholm, Slottet brinner skildrar slottet Tre Kronors brand med en sjuårig kökspigas ögon och Min pappa Blomsterkungen Carl von Linné ur hans yngsta dotters perspektiv. Birgitta, Birgitta, en medeltidshistoria handlar om den heliga Birgittas liv. Stockholms blodbad och Upprorstid från 2011 berättar om den tolvårige pagen Svante som blir vittne till massavrättningarna i Stockholm 1520.
Cecilia Sidenbladh är sedan 1971 gift med Thomas Sidenbladh, som är son till Karl Sidenbladh och bror till Erik Sidenbladh.

### Dramatik
- Isjungfrun, pjäs 2019[4]
- Kärlek är, pjäs 2016[5]
- Näktergalarna, pjäs 2014[6][7]
- Skyldig/icke skyldig, pjäs 2008[8]
- Midsommarafton vid Snäckviken, pjäs 2008[9][10]
- Djävulens advokat, pjäs 2003[11][12]
- Love & Wendela (“Wendelas mörka lockar”), pjäs 2002[13]
- Metamorfoser, tillsammans med Ture Rangström, pjäs 1998[14]
- Strängnäs-New York, pjäs 1996[15]
- Isjungfrun, soppteaterversion, pjäs 1995[16]
- Med smak av arsenik, pjäs 1993[17]
- Häxorna på Söder, pjäs 1992[18]